# Lukasgillen

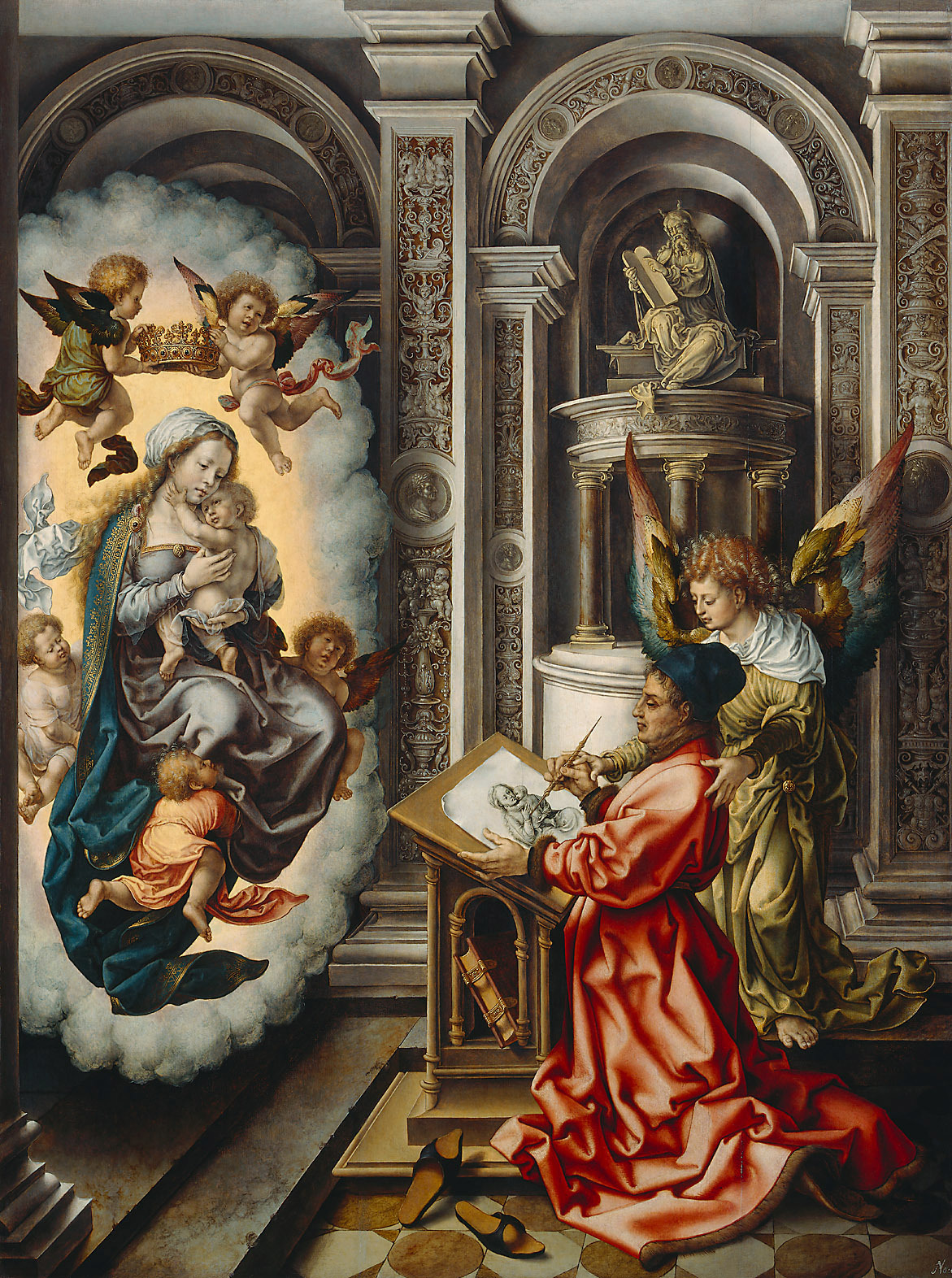
Jan Gossaert: Sankt Lukas målar Jesu Moder, cirka 1520-25. Kunsthistorisches Museum, Wien

Lukasgille var det vanligaste namnet på konstnärernas traditionella gillen i Europa. Enligt traditionen var evangelisten Lukas målare och bildhuggare, varför konstnärerna, som under medeltiden nästan uteslutande var kyrkans män, utvalde honom som sin skyddspatron.
Lukasgillen är kända redan från 1200-talet i Italien. Därifrån spred sig Lukasgillena till Nederländerna och Rhentrakterna. Även i Nordtyskland blev de betydande, Lukasgillet i Lübeck kom under slutet av 1400-talet att dominera altarskåpstillverkningen runt Östersjön.
När målarakademin i Rom bildades 1588 fick den namnet Accademia di San Luca.
Så småningom upptogs även lekmän i de skråliknande sammanslutningarna och efter hand blev dessa dominerande.  Så gott som alla kända konstnärer från äldre tid har upptagits i Lukasgillen i olika städer, till exempel Leonardo da Vinci, Rubens, Frans Hals och Raphael. Kvinnliga konstnärer upptogs, så vitt är känt, endast i Lukasgillet i Antwerpen, exempelvis Judith Leyster. Judar var exkluderade, eller förvägrades mästarrang i de flesta Lukasgillen. Utan medlemskap i ett konstnärsgille var det oftast omöjligt för konstnärer att ta lärlingar eller sälja sina alster. Lukasgillenas betydelse som konstnärsgillen började avta under 1600-talet. Under de närmaste århundradena fråntogs Lukasgillena sina monopol. De upplöstes, uppgick i olika konstakademier eller levde kvar som intresseföreningar. 
Under 1500-talet blev de flesta italienska Lukasgillen akademier.
I Nederländerna kom dock Lukasgillena att bevara sin betydelse in på 1700-talet, särskilt Lukasgillet i Antwerpen.